# Cordillera-Schlankbeutelratte
Die Cordillera-Schlankbeutelratte (Marmosops chucha) ist eine Beuteltierart, die im nördlichen Kolumbien westlich des Rio Magdalena vorkommt. Die Art wurde erst im Jahr 2016 bei einer Revision der Gattung der Schlankbeutelratten (Marmosops) erstmals beschrieben und nach Chucha, einem Ausdruck für Opossums im kolumbianischen Spanisch genannt.

## Beschreibung
Die Tiere erreichen eine Kopfrumpflänge von 9 bis 10,9 cm und haben einen 12 bis 14 cm langen Schwanz. Männchen erreichen ein Gewicht von etwa 25 g und das einzige für die Erstbeschreibung gewogene Weibchen hatte ein Gewicht von 18 g. Weibchen sind in der Regel ein wenig kleiner. Das Fell ist bräunlich, am Rücken dunkler und an den Seiten etwas heller. Die Unterseite des Körpers vom Kinn bis in die Leistengegend und die Innenseiten der Gliedmaßen sind weißlich. Die Vorderpfoten sind auf ihrer Oberseite hell. Der Schwanz ist zweifarbig mit einer dunklen Ober- und einer etwas helleren Unterseite. Außerdem ist er bei vielen Exemplaren nah am Körper dunkler als am körperfernen Ende. Weibchen haben neun Zitzen, je vier rechte und links und eine in der Mitte.
Von der sehr ähnlichen, östlich des Rio Magdalena vorkommenden Rio-Magdalena-Schlankbeutelratte (Marmosops magdalenae) unterscheidet sich die Cordillera-Schlankbeutelratte durch das Fehlen von Öffnungen im Gaumenbein, während diese bei der Rio-Magdalena-Schlankbeutelratte deutlich ausgeprägt sind.

## Lebensraum
Die Cordillera-Schlankbeutelratte kommt in Tiefland- und Bergregenwäldern in Höhen von 130 bis 1400 Metern vor. Sein Lebensraum ist inzwischen durch Kahlschlagflächen und Ackerland stark fragmentiert. Oberhalb des Lebensraum der Cordillera-Schlankbeutelratte und in einer Übergangszone sympatrisch mit ihr lebt Handleys Schlankbeutelratte (Marmosops handleyi).

## Belege
1. 1 2 3 4  Juan F. Díaz-Nieto, Robert S. Voss: A Revision of the Didelphid Marsupial Genus Marmosops, Part 1. Species of the Subgenus Sciophanes. Bulletin of the American Museum of Natural History Number 402 :1-70. 2016, doi: 10.1206/0003-0090-402.1.1. Seite 56–57.